# Jean-Sébastien Giguère
Jean-Sébastien Giguère (Montréal, 16 maggio 1977) è un ex hockeista su ghiaccio canadese professionista che ha giocato nel ruolo di portiere.

## Carriera
Nel 2003 ha vinto, con la maglia degli Anaheim Ducks, il Conn Smythe Trophy, il trofeo assegnato al miglior giocatore dei playoff, pur avendo perso la finale degli stessi con i New Jersey Devils. Con la stessa squadra ha vinto la Stanley Cup 2007. Dalla stagione 2011-2012 fino al ritiro ha giocato con i Colorado Avalanche come riserva di Semën Varlamov.